# Исаченко, Василий Фомич
Васи́лий Фоми́ч Исаче́нко (14 января 1924, Нетеша, Гомельская губерния — 4 сентября 2011, Благовещенск) — бригадир бригады строительно-монтажного треста № 2 объединения «Амурстрой», Герой Социалистического Труда (1966).

## Биография
Родился в 1924 году в Нетеша (ныне — в Злынковском районе Брянской области).
В 1941 году, окончив школу, стал проситься добровольцем на фронт. Однако, его не взяли, так как не хватало одного года до совершеннолетия. Направили сооружать оборонительные укрепления. С 1942 года в Красной Армии.
Участник Великой Отечественной войны, был разведчиком-артиллеристом, участвовал в освобождении Румынии, Венгрии, Югославии, Болгарии и Австрии от немецко-фашистских захватчиков.
В послевоенное время создал строительную бригаду в составе СМТ-2 объединения «Амурстрой», которая активно участвовала в развитии жилищной и социальной инфраструктуры Благовещенска, среди них: мединститут, набережная Амура, Дом молодёжи, здание филармонии, пять школ и другие.
Указом Президиума Верховного Совета СССР от 11 августа 1966 года за успехи в деле развития строительной отрасли Василию Фомичу Исаченко было присвоено звание Героя Социалистического Труда с вручением ордена Ленина и медали «Серп и Молот».
В 1984 году вышел на заслуженный отдых.
Проживал в городе Благовещенске. Умер 4 сентября 2011 года.

## Награды
За трудовые заслуги был удостоен:
- золотая звезда «Серп и Молот» (11.08.1966)
- орден Ленина (11.08.1966)
- Орден Отечественной войны II степени (11.03.1985)
- Орден Знак Почёта (1971)
- Медаль «За отвагу» (27.01.1945)
- другие медали.

Заслуженный строитель РСФСР. Почётный гражданин города Благовещенска.